# Antepipona biguttata
Antepipona biguttata är en stekelart som först beskrevs av Fabricius 1787.  Antepipona biguttata ingår i släktet Antepipona och familjen Eumenidae. Utöver nominatformen finns också underarten A. b. takaoensis.